# Arlo Bigazzi
Arlo Bigazzi (San Giovanni Valdarno, 17 gennaio 1960), è produttore discografico, musicista e compositore italiano.

Ha collaborato a numerosi progetti della scena indipendente italiana, sperimentando nei più diversi generi musicali. Il suo lavoro, non facilmente inquadrabile, è comunque legato alla musica popolare, al post-progressive e all’art rock. 

È tra i fondatori dell’etichetta discografica Materiali Sonori.

## Biografia
Inizia la sua attività nel 1976, prima come tecnico del suono e poi come bassista del Canzoniere del Valdarno, atipico gruppo folk guidato dal fratello Giampiero e legato alla tradizione popolare italiana e alla canzone politica e d'autore.
Nel 1978 è tra i fondatori della Materiali Sonori, etichetta discografica orientata verso la musica di ricerca e le tradizioni popolari. Nello stesso anno, con il Canzoniere del Valdarno, realizza Terra Innamorata, progetto dedicato alla lotta antifascista avvenuta nel territorio di Cavriglia, piccolo comune del Chianti.
Nel 1980, dopo lo scioglimento del Canzoniere e sempre con Giampiero, crea la Naïf Orchestra; un esempio unico d'esperienza musicale alternativa del tutto libera da vincoli di carattere stilistico e commerciale, che suona un rock polimorfo e ironico nelle musiche come nei testi. La produzione, discontinua e variegata, colleziona un paio Lp, alcuni 45 giri ed Ep e diversi brani apparsi soltanto in compilation.
La sua prima esperienza di produttore è nel 1983, con i Diaframma di Federico Fiumani, gruppo post-punk della scena fiorentina anche loro alle prime esperienze. Oltre a produrre l'Ep Altrove (Contempo Records), suona il polymoog in Pop Art pt 1 e il basso nella title track, ma il suo nome, sia in veste di produttore sia di musicista, non è riconosciuto nelle successive ristampe.
Sempre nello stesso anno, con Maurizio Dami, Giampiero Bigazzi e Marzio Benelli, creano un team di produzione che dà vita alla collana Fuzz Dance. Ottengono un apprezzabile successo internazionale con alcuni 12" e soprattutto con Alexander Robotnick, che con Problémes d'Amour è stato considerato un precursore dell'house-music. Una testimonianza di questo lavoro è un Ep edito, nel 1985, dalla Sire Records di New York e distribuito nel mondo dalla Warner Bros. International.
Dal 1988 al 1997 produce, collabora e progetta dischi con Cudù, Paolo Lotti, Novalia, Hans-Joachim Roedelius, Fabio Capanni, Luis Rizzo, Daniel Schell, Arturo Stalteri, Clare Ann Matz, Militia.
Nel 1994 pubblica il suo primo album solista, Polvere nella Mente, ispirato alla cultura dei nativi d'America. Un lavoro orientato verso uno spettro d'influenze musicali che si rifanno al minimalismo, al jazz e al rock, più che a un'imitazione della loro musica. Sempre nello stesso anno collabora alle registrazioni e al missaggio dell'album Marco Polo di Nicola Alesini e Pier Luigi Andreoni e che vede la presenza di David Sylvian, Roger Eno, David Torn e Harold Budd.
Nel 1998 pubblica il suo secondo album, intitolato semplicemente [2], dove partecipano anche Christian Burchard degli Embryo, Pier Luigi Andreoni e Riccardo Tesi. Nel 1999, con Claudio Chianura e il poeta cheyenne Lance Henson, realizza Another Train Ride. Un disco che si allontana di nuovo dagli stereotipi sui nativi americani per percorrere un tragitto musicale, grazie anche ai temi affrontati da Henson, che si snoda tra elettronica e art rock, con influenze techno e ambient. L'anno successivo progetta The Wolf And The Moon, dove invita musicisti come Hector Zazou, Eraldo Bernocchi, Steve Wilson, Roger Eno, Richard Barbieri a rielaborare i brani dal materiale audio del precedente album.
Successivamente produce e suona negli album di Arturo Stalteri coolAugustmoon - From The Music Of Brian Eno (2000), dove i brani originali sono arrangiati per una sorta di ensemble da camera, e Rings - il decimo anello (2003), ispirato a Il Signore degli Anelli di J. R. R. Tolkien.
Nel 2002 pubblica Nobody knows how and why, insieme a Pier Luigi Andreoni, Roger Eno, Blaine L. Reininger dei Tuxedomoon e la collaborazione del tecnico del suono Lorenzo Tommasini. Le registrazioni originali, del 1997, sono per merito di Andreoni ed Eno, ai quali si unisce qualche anno dopo, portando lo stimolo utile per terminare una produzione complessa che si muove fra sonorità ambient, jazzy, dub, hip hop e house e fra musica contemporanea e da camera, pur aprendo al pop per la ricchezza e la ricercatezza dei suoni.

Nello stesso anno collabora all'opera teatrale Yonah di Enrico Fink, curandone le musiche, e in seguito produce e suona ne Il ritorno alla fede del cantante di jazz, entrando poi a far parte dell'ensemble che accompagna Enrico.
Dal 2001 collabora con La Banda Improvvisa, un progetto ideato da Giampiero Bigazzi e diretta da Orio Odori, e ne cura la produzione discografica: Pratomagno Social Club (2003); Lesamoré (2005) – con Daniele Sepe e Auli Kokko; Benvenuti… all'improvvisa! (2007) - con Alessandro Benvenuti.
Nel 2005 compone le musiche per l'opera teatrale di Robert Marc Friedman Ricordando Lise Meitner per la regia di Arnaldo Picchi, con Paolo Bonacelli e Ivano Marescotti, ed eseguite dal vivo con Enrico Fink.
Nel 2007 collabora per un breve periodo con il cantautore siciliano Salvatore Meccio (Tammorra) e successivamente è con l'attore Alessandro Benvenuti nello spettacolo Recital Irrequieto, suonando nel trio che lo accompagna.
Nel 2008-09, collabora sempre con Benvenuti allo spettacolo Capodiavolo, occupandosi della band che lo accompagna, degli arrangiamenti e producendo il cd omonimo.
Negli stessi anni, con Carlo Monni, Orio Odori e Giampiero Bigazzi, realizza lo spettacolo Nottecampana dedicato al poeta Dino Campana. Produce il cd omonimo ed è co-curatore del libro Nottecampana e l'urgenza della poesia, che raccoglie tra l'altro, il testo dello spettacolo. 

Contemporaneamente contribuisce alla nascita del progetto musicale Cantierranti; è tutor nel progetto T-Rumors promosso da Regione Toscana e organizzato da Toscana Musiche; è coordinatore e produttore del progetto discografico promosso dal M.E.I. Decidilo Tu – una canzone per l'Abruzzo, dove musicisti dell'aria indipendente interpretano il brano omonimo scritto da Alessandro Benvenuti.
Esaurita la collaborazione con Alessandro Benvenuti per divergenze artistiche, nel 2010 crea Alabastro Euforico, tornando alla musica strumentale e riunendo il gruppo di lavoro che aveva già coinvolto nei progetti musicali di Benvenuti. L'anno successivo realizza l'album omonimo con un organico principalmente acustico e con l'intenzione d'indagare nelle musiche che l'hanno formato, fondendo linguaggi del minimalismo, del rock e della musica popolare.
Sempre nello stesso anno produce e suona, con Mino Cavallo, nell'album Sabary del gruppo burkinabè Yacouba Dembelé & Djeli-Kan e con Marzio Del Testa è co-produttore - e co-autore in due brani - dell'album Losna di Quartiere Tamburi.
Contribuisce allo spettacolo, con testo recitato e canzoni della tradizione sociale, dedicato ai 150 anni dell'Unità d'Italia Camicia Rossa - canti e storie su quei ragazzi che fecero l'Italia, scritto e ideato da Giampiero Bigazzi per la Banda Improvvisa & Cantierranti. Partecipa, con l'Orchestra della Fiaba, allo spettacolo per bambini I 7 Diavoli, curato e ideato dalla compagnia Diesis Teatrango.
Nel 2012 è con Cantierranti, partecipando alla realizzazione dello spettacolo musicale e al DVD Senza Padrone – sogni e storie delle cooperative dove, oltre a un testo recitato che racconta la storia del cooperativismo, vengono proposti brani inediti e nuovi arrangiamenti per brani provenienti dalla tradizione del canto politico e sociale.
Dal 2013 collabora, in spettacoli e performance, con la regista Caterina Meniconi e gli attori Chiara Cappelli e Pierfrancesco Bigazzi realizzando, tra gli altri, Pasolini: frammenti in forma di rosa, Sempre Sofia e Disponibili da Subito.
Del 2014 è l'album Fuori dal Pozzo, composto arrangiato e prodotto con Enrico Fink e suonato da Cantierranti. Un progetto dove brani della tradizione ebraica sono liberamente rielaborati con arrangiamenti che mischiano il ritmo klezmer al reggae, al rock, alla world music, fino al rap. A questa varietà di stili, è fatto un uso altrettanto multiculturale della lingua, usando in maniera indifferente l'italiano, lo yiddish, l'inglese e il francese.

Nello stesso anno viene pubblicata anche la colonna sonora, dalle evidenti influenze ambient e post rock, dello spettacolo teatrale Sempre Sofia.
Nel 2015 è con il trio che accompagna Enrico Fink e Raiz nel progetto dedicato alla musica della comunità ebraica dei gorni. A questa esperienza hanno dato il loro contributo, oltre che a Giuseppe de Trizio e Matteo Scarpettini, anche il trombettista e leader dei The Klezmatics, Frank London, il sassofonista Gabriele Coen e Stefano Saletti all'oud.
Dalla seconda metà del 2016, con il contributo di Chiara Cappelli a cui successivamente si aggiungono Lorenzo Tommasini e il chitarrista Francesco Cusumano, inizia a lavorare al testo e alle musiche per un progetto dedicato alla gioventù del poeta russo Vladimir Vladimirovič Majakovskij. L'anno successivo mette in opera uno spettacolo tra teatro e concerto, alcuni video (per la regia di Pierfrancesco Bigazzi, Rossano Dalla Barba. Giulio Dell'Aquila) e un sito web dedicati al progetto dal titolo Majakovskij! - il futuro viene dal vecchio ma ha il respiro di un ragazzo. Negli anni successivi, il progetto diverrà transmediale e saranno pubblicati il doppio CD omonimo (con la partecipazione di Mirio Cosottini, Mirko Guerrini, Blaine L. Reininger, Guido Guglielminetti); il libro Majakovskij! - cantata per Vladimir Vladimirovič (contenente il testo dello spettacolo, contributi di Francesco Forlani, Luciano Del Sette, Giampiero Bigazzi, Daniele Corsi, Mirco Salvadori, Fausto Malcovati e due graphic novel di Riccardo Cecchetti e Monica Zeoli) per Editrice Zona; e - con Flavio Ferri (Delta V) e le foto di Lucia Baldini - il CD-book Alfabetiere Majakovskij! edito dalla Silentes.
Nel 2018 gli viene commissionata la musica per la sacra rappresentazione de “La Processione di Gesù morto” di Terranuova Bracciolini, curata dall’associazione culturale Dritto e Rovescio e che realizza con la collaborazione di Stefano Saletti. Dalle musiche originali, utilizzate anche per il video documento della rappresentazione, ne verrà tratto un cd dal titolo La Passione edito per la Materiali Sonori.
Nell’estate viene invitato dallo storico Giorgio Sacchetti a testimoniare con uno scritto nel saggio Pugni Chiusi - Storia transnazionale di un Sessantotto di periferia, edito da Aska Edizioni di Montevarchi. Al termine dello stesso anno è inoltre pubblicato il CD Tribæ Soundtrack che vede l'attiva partecipazione di Blaine L. Reininger, Pier Luigi Andreoni e Mirio Cosottini . La musica si colloca in un progetto più ampio, ideato dal fumettista e illustratore Luca Brandi e strettamente connessa al suo graphic novel Tribæ – The Cascade, edito dalla Hollow Press di Foggia.
Durante il periodo di confinamento del marzo-aprile 2020 per la pandemia causata dal Covid-19, con Chiara Cappelli, Lorenzo Boscucci, Mirio Cosottini e la produzione di Lorenzo Tommasini, progetta Solitarie Comunanze Digitali - voci dalla rete dedicato all'esperienza vissuta. Quattro brani musicali pubblicati inizialmente su YouTube con video originali, poi sulle piattaforme streaming e infine su CD per la Materiali Sonori.
Nel 2022, in occasione delle celebrazioni per il centenario della nascita Beppe Fenoglio, mette in scena QNCLPS – questi non ce li possiamo scordare – storie di quei ragazzi che si diedero alla macchia, spettacolo multimediale commissionato e prodotto dal Centro Studi Beppe Fenoglio e dalla sezione ANPI Alba, Bra, Langhe e Roero. Nella lettura scenica si susseguono pagine da Italo Calvino, Beppe Fenoglio, Enzo Biagi e altri autori della letteratura resistenziale italiana accompagnate da musica dal vivo e proiezioni video.
Sempre nello stesso anno, realizza le musiche per il progetto teatrale e performativo Walkabout della regista e drammaturga Sonia Antinori e che prende spunto dai suoi diari di viaggio in Australia, Cuba, Burkina Faso e Messico.

## Scritti
- 2025 - «Io sono comunista» in  Siamo liberi? - Resistenza e Liberazione nella Valle dell'Arno - racconti e memorie generazionali, I Libri di Mompracem, ISBN 9791-28-1701-32-8.
- 2023 - Ricordando Dante Priore in  Toscana Folk - n° 28, Anno XXIV, Centro Studi Tradizioni Popolari Toscane.
- 2023 - con Mirco Salvadori Sul fiume Arno controcorrente in  Focus In - societé, politique, culture italienne veus d'ailleurs n°56, Focus In, ISSN 1969-2234 (WC · ACNP).
- 2022 - con Diego Repetto QNCLPS - Questi Non Ce Li Possiamo Scordare - uno spettacolo fatto di teatro, musica, immagini e storie partigiane in  Studi e ricerche di storia contemporanea n°98, Istituto Bergamasco per la storia della Resistenza e dell'età contemporanea, ISSN 1974-2614 (WC · ACNP).
- 2020 -  con Chiara Cappelli, Majakovskij! - Cantata per Vladìmìr Vladimirovič, Editrice Zona, ISBN 978-88-6438-950-9.
- 2019 - Un indescrivibile magma di creatività in  Bruno Casini, New Wave a Firenze - Anni in movimento, Editrice Zona, ISBN 978-88-6438-852-6.
- 2018 - Il ’77 ci trascinò via in  Giorgio Sacchetti, Pugni chiusi - Storia transnazionale di un Sessantotto di periferia, Aska Edizioni, ISBN 978-88-7542-314-8.
- 2013 - Dipingere con la luce in  Lucia Baldini, Luci sulla ribalta, Postcart, ISBN 978-88-86795-65-4.
- 2010 - L'arte di rimestar poesia in  Carlo Monni, Nottecampana, Editrice Zona, ISBN 978-88-6438-069-8.
- 2008 - Io l'adoro quest'òmo in  Alessandro Benvenuti, Capodiavolo, Morgana Edizioni, ISBN 88-89033-62-2.

## Discografia parziale

### Arlo Bigazzi
- 2025 - con Elena M. Rosa Lavita De[con]struction Is Creation - CD Materiali Sonori - MC Industrial Ölocaust Recordings
- 2024 - BBDS con Frank Bramato, Cosimo Boni, Marzio Del Testa, Ulrich Sandner Backup Before Destroying the Society - Materiali Sonori - MC Industrial Ölocaust Recordings
- 2024 - con Franco Baggiani e Marzio Del Testa See You Down The Street EP - digital EP Materiali Sonori
- 2024 - con Elena M. Rosa Lavita D'altronde sono sempre gli altri - CD Materiali Sonori - MC Industrial Ölocaust Recordings
- 2023 - con Elena M. Rosa Lavita Manrovesci EP - digital EP Materiali Sonori
- 2023 - Short Pieces For Short Movies (feat. Mirio Cosottini, Flavio Ferri) Materiali Sonori
- 2022 - con Flavio Ferri Alfabetiere Majakovskij Silentes (con libro fotografico di Lucia Baldini)
- 2022 - con Lorenzo Tommasini No More Lullaby For Ekaterina - digital single Materiali Sonori
- 2021 - con Chiara Cappelli Io Canto Il Corpo Elettrico Materiali Sonori
- 2020 - con Chiara Cappelli Majakovskij! - il futuro viene dal vecchio ma ha il respiro di un ragazzo Materiali Sonori
- 2020 - con Chiara Cappelli Solitarie Comunanze Digitali - voci dalla rete Materiali Sonori
- 2018 - Tribæ Soundtrack (feat. Mirio Cosottini, Blaine L. Reininger, Pier Luigi Andreoni) Materiali Sonori
- 2018 - con Stefano Saletti La Passione Materiali Sonori
- 2014 - Sempre Sofia Materiali Sonori
- 2014 - con Enrico Fink e Cantierranti Fuori dal Pozzo Materiali Sonori
- 2011 - Alabastro Euforico (con Marzio Del Testa, Vittorio Catalano, Quartetto Euphoria) Materiali Sonori
- 2011 - Alabastro Euforico (con Marzio Del Testa, Vittorio Catalano, Quartetto Euphoria) - Mio cugino Yacouba Ep mp3 Materiali Sonori
- 2009 - con Carlo Monni, Orio Odori, Giampiero Bigazzi - Nottecampana Materiali Sonori
- 2002 - con Pier Luigi Andreoni, Roger Eno, Blaine L. Reininger - Keen-O, Nobody Knows How And Why Materiali Sonori
- 2000 - con Claudio Chianura, Lance Henson - Drop 6 The Wolf And The Moon Materiali Sonori
- 1999 - con Claudio Chianura, Lance Henson - Another Train Ride Materiali Sonori
- 1998 - [2] Materiali Sonori
- 1994 - Polvere nella mente Materiali Sonori

### Enrico Fink
- 2009 - con Homeless L.I.G.H.T. Orchestra Quasi Live Officine della Cultura
- 2005 - Il ritorno alla fede del cantante di jazz Materiali Sonori

### La Banda Improvvisa
- 2014 - Progressivo (live) Materiali Sonori
- 2007 - con Alessandro Benvenuti e Quartetto Euphoria Due Cavalli Passpartout - il giro del mondo in 2cv DVD Citroën Italia
- 2006 - con Alessandro Benvenuti Benvenuti... all'improvvisa! Materiali Sonori
- 2005 - con Daniele Sepe e Aulli Kokko Lesamoré Materiali Sonori
- 2003 - Pratomagno Social Club Materiali Sonori

### Arturo Stalteri
- 2003 - Rings - il decimo anello (con Jenny Sorrenti) Materiali Sonori
- 2001 - Syriarise (re-issue) Materiali Sonori [con tre inediti]
- 2000 - coolAugustMoon - from the music of Brian Eno Network Rec. [stampa giapponese con tre inediti composti da A.S. e A.B.]
- 2000 - coolAugustMoon - from the music of Brian Eno Materiali Sonori
- 1992 - Syriarise Materiali Sonori

### Militia
- 1997 - Elvengamello (con Philippe Leroy, Salvatore Sciarrino, Pupi Avati, Vincenzo Cerami, Arturo Stalteri..) Materiali Sonori
- 1990 - Dunarobba (con Blaine L. Reininger, Chris Karrer) Materiali Sonori

### Cudù e Paolo Lotti
- 1997 - Paolo Lotti. Hendrix Materiali Sonori [mix]
- 1994 - Paolo Lotti. Nuda Solitudine Materiali Sonori [produzione e mix]
- 1990 - Waterplay (con Steven Brown - Christian Burchard - Luc Van Lieshout) Materiali Sonori
- 1989 - Vivo (con Giampiero Bigazzi, Stefano Saletti & Cudù) Materiali Sonori
- 1988 - Delivery Materiali Sonori

### Naïf Orchestra
- 1986 - Ring Me Up/Broad-Line 12" Fuzz Dance
- 1985 - Naïf Orchestra / Alexander Robotnick. Check Out Five/Ce n'est q'un debout . 7" Fuzz Dance
- 1984 - Alexander Robotnick / Naïf Orchestra / Mya & The Mirror / Gina & The Flexix Fuzz Dance Ep Sire Records
- 1984 - Check-Out Five 12" Fuzz Dance
- 1983 - Im Radio Computer Musikproduktion
- 1982 - Danser! 12" Tuning On
- 1982 - Naïf Orchestra / Monofonicorchestra - Estended Guesting - 7" Frigidaire
- 1981 - Broad-line Rock Materiali Sonori
- 1980 - Io Vorrei Essere La Torre Di Pisa/Blues delle pore mane 7" Materiali Sonori

### Partecipazioni
- 2025 - Luca Giordana Syncretic Synthetic Raven, Talia Edizioni – in Syncretic Synthetic Raven 07
- 2024 - Davide Matrisciano Libidal, La Cellula Records/Maxsound – in Ostaggio delle cabine telefoniche
- 2024 - Brat Come un sogno EP, Materiali Sonori – in La solita illusione (overdubbing e remix)
- 2024 - Gaetano Nicosia Carezze atomiche EP, Materiali Sonori – in Cuore morto (overdubbing e remix)
- 2023 - Luca Giuoco Tessitore di cenere, Materiali Sonori – in Crepuscolo ultimo
- 2023 - Jordi Pèlach Ningù Estima el Carter, U98 Music – in Glòria a les Pedres, Amor Infinit, La Timidesa de la Julieta
- 2022 - Luca Giuoco Collettivoinconscio vol. 1, Dissipatio - Toten Schwan Records - in El Hacedor
- 2022 - Mirio Cosottini & Mirko Guerrini Ritratti Sonori, Materiali Sonori
- 2020 - Materiali Sonori University Coppi Arrive - Live 1989, Materiali Sonori
- 2013 - Cantierranti Senza padrone, DVD Materiali Sonori
- 2011 - Quartiere Tamburi Losna, Materiali Sonori – in 48km dal mare, Il Tagliaerbe, Losna, Japan, Giungle, Praha
- 2011 - Yacouba Dembelé & Djeli-Kan Sabary, Materiali Sonori – in Acapela, Sabary, Mon Pere
- 2010 - Salvatore Meccio, Arlo Bigazzi & Bandakaleido A passu nico - live, Materiali Sonori
- 2009 - L'Arcano Patavino D'Amore e di Devozione, RAI Trade – in San Michele, Carregna
- 2009 - Alessandro Benvenuti & gli Indipendenti per l'Abruzzo Decidilo tu, Materiali Sonori
- 2009 - Alessandro Benvenuti Capodiavolo 0.1, Materiali Sonori
- 2005 - Enrico Coniglio Combicom, Tripi – in Traversées, Quiet Aria
- 2003 - Nihil Project Samhain, UDU – in Astrodome Siddhi, Beauty is Difficult, Ragnarock
- 2003 - Sumoproductions International Studio & Vision Search Machine, Sumoproduction – in Heaven
- 1996 - Clare Ann Matz Some Secrets, Materiali Sonori
- 1995 - Nicola Alesini & Pier Luigi Andreoni Marco Polo, Materiali Sonori
- 1995 - Harmonia Ensemble Events Line, Materiali Sonori
- 1995 - Bebo Baldan w/ David Torn Diving into the World, Materiali Sonori – in Venti
- 1993 - De Corto Dopo la caduta dell'Impero Romano, Anagrumba – in Elmes Ni, Re dell'Incubo
- 1992 - Roedelius, Fabio Capanni, Nicola Alesini Friendly Game, Materiali Sonori – in Strecciatu, Fiori
- 1992 - Harmonia Ensemble Nino Rota, Materiali Sonori
- 1991 - The Doubling Riders Garama, Il Museo Immaginario – in Djerat
- 1990 - Novalia Sabir, Materiali Sonori
- 1984 - Baker Street Band Enterprise, Materiali Sonori – in Workin' Class Boy
- 1983 - Diaframma Altrove, Contempo – in Pop Art pt. 1 (synth), Altrove (basso el)
- 1978 - Canzoniere del Valdarno Terra Innamorata, Materiali Sonori
- 1977 - Canzoniere del Valdarno & IV B - Scuole Elementari di S. Giovanni Va.no Cade l'uliva, Materiali Sonori

### Apparizioni in raccolte
- 2024 - V.A. Return to Acapulco, Silentes – Arlo Bigazzi, Sunset in a Cup
- 2019 - V.A. Firenze Sogna!, Spittle Records/Materiali Sonori – Naïf Orchestra, Fratelli Italiani
- 2014 - V.A. Italia Forza, Not On Label – Naïf Orchestra, Fratelli Italiani
- 2014 - V.A. Music? No Control! 021, Sfera Cubica – Enrico Fink, Arlo Bigazzi & Cantierranti Il pozzo
- 2014 - V.A. Electroconvulsive Therapy Vol. Two: Fuzz Dance, Medical Rec. LLC – Naïf Orchestra, Check Out Five
- 2013 - V.A. Italia Synthetica 1981-1985, Spittle Rec. – Naïf Orchestra, Check Out Five
- 2009 - V.A. Vivo! Vent'anni di musica all'Istituto Ernesto De Martino, IEdM – Cantierranti, Tante Storie
- 2009 - V.A. Zaum vol. 1, Psychonavigation Rec. – A. Bigazzi & A. Stalteri, Stregatto
- 2008 - V.A. CaterSport 2008, Alabianca Records – La Banda Improvvisa, Il Bruco
- 2007 - V.A. Tribù Italiche - Toscana, World Music/EDT – A. Bigazzi, I Cappelli di Herma – Il Canzoniere del Valdarno, La Canzone di Nicola – E. Fink, Lo Amut - La Banda Improvvisa, Il Bruco
- 2005 - V.A. Buone Vibrazioni 2005, Progetto Sonora – La Banda Improvvisa, Ulixes, Valzer
- 2005 - V.A. Negroni Play Two, Materiali Sonori – Keen-O, Playing with Colours
- 2005 - V.A. Circo Inferno Cabaret vol. 2, Felmay – La Banda Improvvisa, Comunione
- 2004 - V.A. Anni di Musica - itinerari in Toscana dal 1960 vol. 2, Toscana Musiche – A. Bigazzi, She Walks Alone –  Materiali Sonori University, Il Grande Airone ha chiuso le ali
- 2004 - V.A. Sulla Memoria, Audiocoop – E. Fink, Al Naharot Bavel –  La Banda Improvvisa, Comunione - Keen-O Elegy of Himself
- 2004 - V.A. Anni di Musica - itinerari in Toscana dal 1960, Toscana Musiche – Canzoniere del Valdarno, Elegia del mondo umano –  Naïf Orchestra, Ring me up
- 2003 - V. A. Experience 0.03 - Handle with care, Mattioli 1885 - Keen-O, Chose à Faire, Elegy of Himself - A. Bigazzi, C. Chianura, L. Henson, Two Poems - A. Stalteri, Here Come the Warm Jets
- 2003 - V.A. Band in Italy - Tempi Elettronici, De Agostini – Naïf Orchestra, Check Out Five
- 2003 - V.A. Band in Italy - Non Siamo Saggi, De Agostini – Naïf Orchestra, Io vorrei essere la torre di Pisa
- 2003 - V.A. Naked Eye sampler, New Age and New Sounds – Keen-O, Playing with Colours
- 2003 - V.A. Acid Jazz vol. 76, Acid Jazz/New Sounds 2000 – Keen-O, Chose à Faire
- 2003 - V.A. Free Mumia Now!, Indigo – Il Canzoniere del Valdarno, Canto dei Minatori
- 2002 - V.A. Fractured/Reality, Minus Habens Rec. – A. Bigazzi, C. Chianura, L. Henson (H. Zazou & W. Orbit remix), The Abandoned Piano
- 2002 - V.A. Negroni Play One, Materiali Sonori – Keen-O, Chose à Faire
- 2002 - V.A. Italika 100%, World Music/EDT – Keen-O, I Must Be Here – A. Stalteri, Bilbo's Party
- 2002 - V.A. Prato Expo - compiled by Leo Daddi, Prato Expo – A. Bigazzi, D. Schell, Siddharta
- 2000 - V.A. Drop 5.1, Materiali Sonori – A. Bigazzi vs. Militia, Arlocando
- 1999 - V.A. Il Grande Rock - Contatti di Suoni, De Agostini – A. Bigazzi, I Cappelli di Herma
- 1999 - V.A. Il Grande Rock - Bianco, Rock e Verde, De Agostini – Militia, 17 Pluviose
- 1999 - V.A. SunExperience 99, Donna Moderna – A. Bigazzi, Ni-Inaru - Roedelius, F. Capanni, N. Alesini Fiori
- 1998 - V.A. Alternative Meditation #2, Materiali Sonori – A. Bigazzi & D. Schell, Siddharta – N. Alesini, P.L. Andreoni & D. Torn, Yangchow – Militia & D. Shea, Su Santidad
- 1998 - V.A. Alternative Meditation #1, Materiali Sonori – A. Bigazzi, Song for P – A. Stalteri, Arabesque
- 1998 - V.A. Materiali Sonori, Olis – A. Bigazzi, Pieds nus sur la terre sacée – Militia, Su Santitad
- 1997 - V.A. Italian Music Office - The 43 best italian bands, IMO/Arezzo Wave – A. Bigazzi, Memory Lost!
- 1997 - V.A. Audio-cd 30, Audio Magazine (Greece) – Clare Ann Matz, Sweet Lament
- 1994 - V.A. Sonora 4/94, Materiali Sonori – A. Bigazzi Berlusconia - De Corto Re dell'Incubo
- 1993 - V.A. Ai Confini/Interzone, New Tone – Arturo Stalteri, Arabesque
- 1993 - V.A. Firenze Sogna!, Materiali Sonori – Naïf Orchestra, Fratelli Italiani
- 1993 - V.A. Sonora 3/92, Materiali Sonori – Stefano "Cecco" Cesari, Con la mano
- 1993 - V.A. Union - Dialetti Italiani 93, CGD – Novalia, Lu Figliu Pazzu
- 1992 - V.A. Musica Propiziatoria, Il Museo Immaginario – A. Bigazzi, Musica per innamorare
- 1992 - V.A. The Greetings Compact vol. 2, Materiali Sonori – Novalia, Terzo Movimento
- 1991 - V.A. Sonora 2/91, Materiali Sonori – G.P. Bigazzi, A. Bigazzi & D. Descheemaeker, Perché la Guerra?
- 1990 - V.A. Sonora 1/90, Materiali Sonori – Materiali Sonori University, Il Grande Airone ha chiuso le ali
- 1985 - V.A. Italic Environments - project by Nicola Frangione, Armadio Officina – Naïf Orchestra, Just Can't Stop (Luxury In Stadium)
- 1983 - V.A. Anthems, Trax – Naïf Orchestra, Fratelli d'Italia
- 1983 - V.A. Italia Wiva Complication 1, Suono Rec. – Naïf Orchestra, Loredana
- 1983 - V.A. Vietato ai minori, Trax – Naïf Orchestra, Duro